# Elisa Lispector
Elisa Lispector (Szavrany, 1911. július 24. – Rio de Janeiro, 1989. január 6.) ukrajnai zsidó származású brazil író és regényíró. Húga a szintén ismert írónő Clarice Lispector.

## Művei
Regényei
- Além da Fronteira (1945)
- No Exílio (1948)
- Ronda Solitária (1954)
- O Muro de Pedras (1963)
- O Dia Mais Longo de Teresa (1965)
- A Última Porta (1975)
- Corpo-a-Corpo (1983)

Meséi
- Sangue no Sol (1970)
- Inventário (1977)
- O Tigre de Bengala (1985)